# SUMMER EYES
「SUMMER EYES」（サマー・アイズ）は、菊池桃子の2枚目のシングルである。

## 解説
- 同シングル曲で菊池桃子自身、初めてオリコンチャートの週間10位以内にランクされる（最高位7位）。
- 1984年末の「第26回日本レコード大賞」新人賞を獲得。しかし、同年大晦日放映時の朝にサイパンロケの為出国し、授賞式への生出演は見送った（同曲の歌唱披露はVTR出演の映像を放送）。

## 収録曲
1. SUMMER EYES
  - 作詞:秋元康／作曲・編曲:林哲司
2. スターダスト・レクイエム
  - 作詞:秋元康／作曲・編曲:林哲司